# Komorové oko

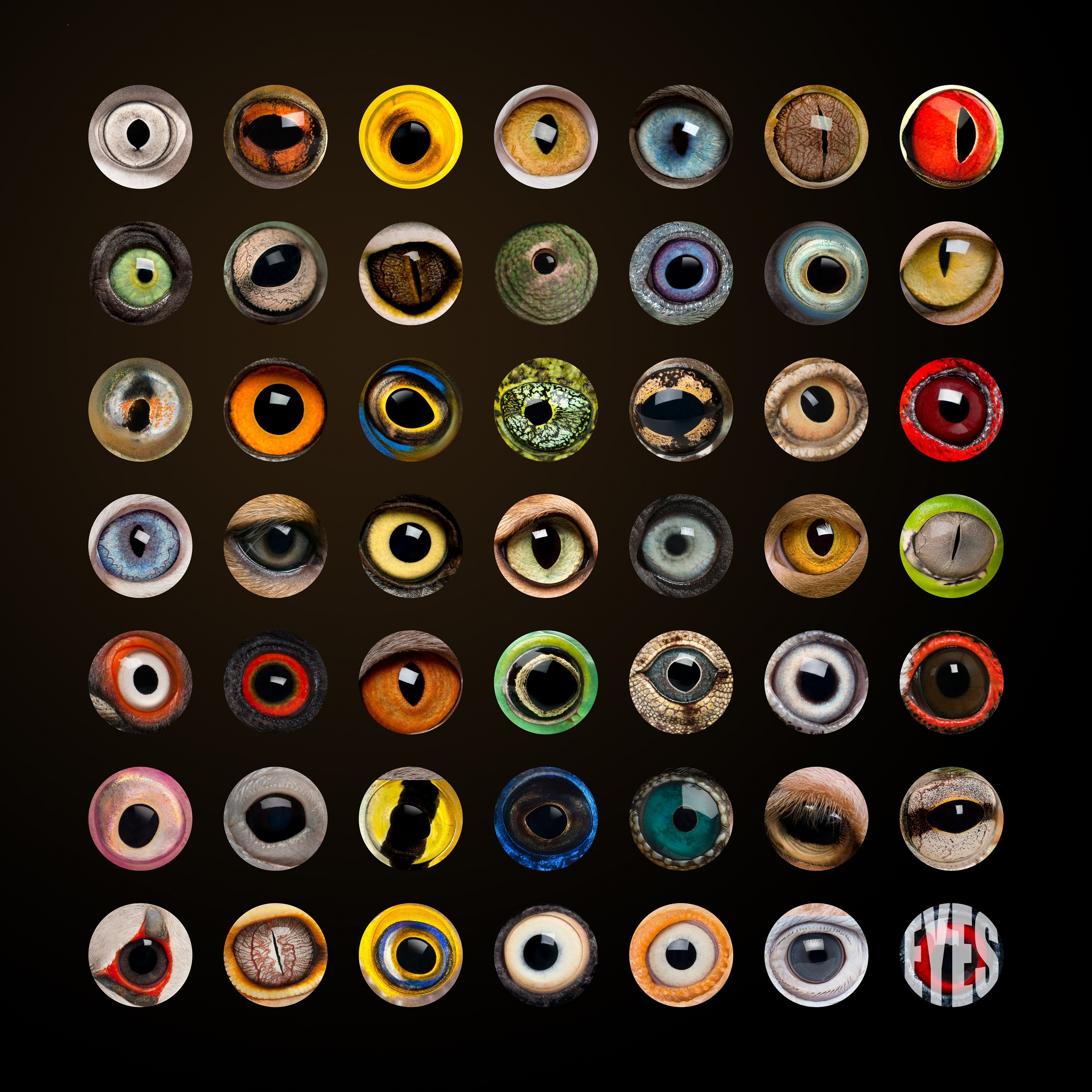
Komorové oči u různých suchozemských organismů

Komorové oko je termín, kterým se v české literatuře označují stavebně složité oči u obratlovců a části hlavonožců. Konkrétně u člověka a chobotnic se vzhledem k pokročilé stavbě někdy mluví i o tzv. dokonalém komorovém oku. Ve starší literatuře bývá také nazýváno jako oko váčkovité.
Je tvořené prohlubní se světločivnými buňkami zcela oddělené od okolního prostředí. Vyznačuje se schopností zaostření obrazu na různou vzdálenost s využitím čočky. Najdeme ho u mnoha skupin organismů obývajících různá prostředí jako olihně a chobotnice, paryby, ryby, obojživelníci, plazi, ptáci a savci.

## Evoluce
U obratlovců a některých hlavonožců (chobotnic a olihní) vznikl tento typ oka nezávisle na sobě. U obou skupin je ale vznik oka řízený velkým množstvím stejných ancestrálních genů, tedy zděděných od posledního společného předka. Jde tak o příklad konvergence znaku v evoluci. Stejný název orgánu je dán blízkou anatomickou a funkční podobností jednotlivých částí oka, ačkoli je jejich detailní stavba mírně odlišná a mezi organismy znak nesoucími je velká fylogenetická vzdálenost.
Například vlivem odlišné formace oka během ontogeneze mají obratlovci na rozdíl od hlavonožců slepou skvrnu (místo výstupu očního nervu bez světločivných buněk). To je dané tím, že zatímco u obratlovců směřují nervová zakončení světločivných buněk dopředu na sítnici, u hlavonožců směřují dozadu.
Oko s podobnou stavbou jako komorové oko obratlovců najdeme i skupiny dravých medúz čtyřhranek (Cubozoa). K výzkumu evolučního původu oka čtyřhranek přispěli významně i výzkumníci týmu Zbyňka Kozmika z Akademie věd ČR. I u této skupiny organismů došlo ke vzniku komorového oka nezávisle na dalších skupinách.

## Stavba

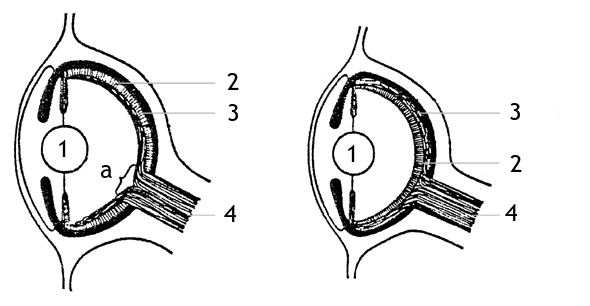
Rozdíly ve stavbě oka člověka (vlevo) a chobotnice (vpravo): 1 – čočka, 2 – světločivné buňky, 3 – nervová vlákna, 4 – optický nerv/ganglium, a – slepá skvrna

Komorové oko patří mezi tzv. jednoduchý typ očí (od složeného oka se liší tím, že se neskládají z vícero malých oček). Vyznačuje se složitou anatomickou stavbou s velmi kvalitním výstupním obrazem a schopností prostorového rozlišení objektů v okolí.
Orgán tvoří rohovkou krytá, uzavřená prohlubeň (odtud starší pojmenování váčkovité oko), do které je zasazena tekutinou či rosolem (sklivcem) vyplněná oční koule s vrstvou světločivných buněk. Světlo do oka proudí průhlednou čočkou ovládanou svaly za účelem zaostření obrazu na různou vzdálenost (schopnost akomodace).
U různých organismů se v rámci tohoto typu oka vyskytují anatomické odlišnosti dané odlišným způsobem vzniku orgánu během ontogeneze (viz chybějící slepá skvrna u chobotnic nebo různá hustota světločivných buněk na sítnici dle způsobu života zvířete), ale základní části komorového oka jsou typově a funkčně stejné.

## Terminologie
Vzhledem k podobnosti se stavbou fotoaparátů se v anglické literatuře můžeme setkat i s termínem camera eye, tedy kamerové oko. Ten odkazuje jak k dokonalému komorovému oku člověka, tak dalším typům komorových očí obratlovců (uzavřených očí s čočkou).
Ačkoli se jako komorové označují v české literatuře primárně oči obratlovců a části hlavonožců, anglická literatura používá termín chambered eye (komorové oko) nebo single-chambered eye (jednokomorové oko) pro typy očí tvořené jak otevřenou tak uzavřenou prohlubní vystlanou světločivnými buňkami bez ohledu na přítomnost nebo nepřítomnost čočky.
Tyto pojmy, byť jsou v doslovném překladu stejné, tedy nejsou zcela kompatibilní, neboť se anglickým termínem označuje širší spektrum typů očí než termínem českým. Pod komorové oči v angličtině spadají u některých autorů například i v češtině samostatné starší termíny jako pohárkovité nebo pohárkové oči, u kterých jsou světločivné buňky uložené v hlubší téměř nebo zcela uzavřené prohlubni, případně i oči miskovité, které tvoří pouze mělká neuzavřená prohlubeň. Pohárkovité a miskovité oči ale bývají v české literatuře někdy uváděny i jako dvě varianty jednoho pojmu.
Problematičnost názvosloví typů očí je daná i tím, že jednotlivé typy se vyvinuly nezávisle u více skupin organismů, mají různý ontogenetický původ a z hlediska složitosti stavby postupně přecházejí jeden v druhý.